# Stazione meteorologica di Merano Quarazze
La stazione meteorologica di Merano Quarazze (in tedesco Wetterstation Meran-Gratsch) è la stazione meteorologica di riferimento per il servizio meteorologico regionale relativa alla città di Merano.

## Coordinate geografiche
La stazione meteorologica si trova nell'area climatica dell'Italia nord-orientale, nel Trentino-Alto Adige, in provincia di Bolzano, nel comune di Merano, in località Quarazze (Gratsch), a 333 metri s.l.m. e alle coordinate geografiche 46°40′N 11°10′E.

## Dati climatologici
In base ai dati disponibili tra il 1983 e il 1990, nell'ambito della media di riferimento (1961-1990), la temperatura media del mese più freddo, gennaio, si attesta a +0,4 °C; quella del mese più caldo, luglio, è di +21,6 °C.
Nell'intero trentennio di riferimento climatico 1961-1990, le precipitazioni medie annue superano di poco i 600 mm, mediamente distribuite in 80 giorni, con un accentuato minimo invernale, stagione in cui si verificano generalmente a carattere nevoso, ed un picco in estate, stagione in cui possono verificarsi frequenti temporali per il contrasto di diverse masse d'aria, favorito dalla vicinanza della catena alpina.
| Merano Quarazze     | Mesi | Mesi | Mesi | Mesi | Mesi | Mesi | Mesi | Mesi | Mesi | Mesi | Mesi | Mesi | Stagioni | Stagioni | Stagioni | Stagioni | Anno  |
| Merano Quarazze     | Gen  | Feb  | Mar  | Apr  | Mag  | Giu  | Lug  | Ago  | Set  | Ott  | Nov  | Dic  | Inv      | Pri      | Est      | Aut      | Anno  |
| ------------------- | ---- | ---- | ---- | ---- | ---- | ---- | ---- | ---- | ---- | ---- | ---- | ---- | -------- | -------- | -------- | -------- | ----- |
| T. max. media (°C)  | 5,7  | 8,4  | 13,9 | 17,4 | 22,2 | 25,7 | 29,2 | 27,8 | 24,1 | 18,6 | 10,4 | 6,5  | 6,9      | 17,8     | 27,6     | 17,7     | 17,5  |
| T. min. media (°C)  | −5,0 | −2,8 | 0,7  | 4,8  | 8,8  | 11,0 | 14,0 | 12,8 | 10,0 | 5,6  | −1,5 | −3,7 | −3,8     | 4,8      | 12,6     | 4,7      | 4,6   |
| Precipitazioni (mm) | 22,3 | 26,7 | 36,2 | 65,7 | 71,8 | 75,3 | 63,6 | 82,2 | 56,3 | 38,5 | 64,6 | 26,9 | 75,9     | 173,7    | 221,1    | 159,4    | 630,1 |
| Giorni di pioggia   | 4    | 4    | 5    | 8    | 9    | 10   | 9    | 9    | 7    | 5    | 6    | 4    | 12       | 22       | 28       | 18       | 80    |